# Liste der Ehrenbürger von Helmbrechts
Die Ehrenbürgerwürde ist die höchste Auszeichnung, die die Stadt Helmbrechts zu vergeben hat. Daneben vergibt sie die silberne und die goldene Bürgermedaille.
Ehrenbürger haben das Recht, sich in das Goldene Buch der Stadt einzutragen. Sie werden zu repräsentativen Veranstaltungen der Stadt als Gäste eingeladen. Bei unverschuldeter Notlage kann ein einmaliger oder fortlaufender Ehrensold bewilligt werden. Beim Ableben eines Ehrenbürgers nimmt die Stadt an deren Beisetzung ehrenden Anteil.
Seit 1903 wurden folgende Personen zu Ehrenbürgern ernannt. Die während der Zeit des Nationalsozialismus an Paul von Hindenburg, Adolf Hitler, Ritter von Epp, und Hans Schemm verliehenen Ehrenbürgerschaften wurden am 30. Dezember 1946 wieder aberkannt.
Hinweis: Die Auflistung erfolgt chronologisch nach Datum der Zuerkennung. Die Liste ist zwischen 1987 und 2003 vermutlich nicht vollständig.

## Die Ehrenbürger der Stadt Helmbrechts
1. Georg Zeitler
Stadtobersekretär
Verleihung am 15. März 1903
Zeitler wurde anlässlich seines 25-jährigen Dienstjubiläums zum Ehrenbürger ernannt.
2. Georg Seidel (* 20. Dezember 1863)
Oberlehrer
Verleihung am 15. Mai 1925
Seidel war von 1897 bis 1925 Mitglied des Gemeindekollegiums und des Stadtrats, danach von 1925 bis 1929 2. Bürgermeister und von 1930 bis 1934 1. Bürgermeister.
  - Paul von Hindenburg (* 2. Oktober 1847 in Posen; † 2. August 1934 auf Gut Neudeck)

Reichspräsident
Verleihung 1933, am 30. Dezember 1946 aberkannt
  - Adolf Hitler (* 20. April 1889 in Braunau am Inn; † 30. April 1945 in Berlin)

Reichskanzler
Verleihung 1933, am 30. Dezember 1946 aberkannt
  - Franz Ritter von Epp (* 16. Oktober 1868 in München; † 31. Januar 1947 ebenda)

Reichsstatthalter von Bayern
am 30. Dezember 1946 aberkannt
  - Hans Schemm (* 6. Oktober 1891 in Bayreuth; † 5. März 1935 in Bayreuth)

Bayerischer Kultusminister
am 30. Dezember 1946 aberkannt
3. Anna Bauer († 22. Januar 1956)
Verleihung am 28. Januar 1952
Bauer wurde auf Beschluss des Stadtrats für ihre Spenden für die Einwohner und die Stadt während der Nachkriegszeit geehrt.
4. Hans Michel (* 15. November 1889; † 11. März 1958)
Handwebermeister
Verleihung am 4. November 1954
Michel war zunächst von 1924 bis 1929 1. Bürgermeister und von 1930 bis zu seiner Absetzung 1933 2. Bürgermeister. Nach Kriegsende stand er von 1948 bis 1956 erneut als 1. Bürgermeister an der Spitze der Stadt. Von 1947 bis 1958 war er Mitglied des Bayerischen Senats.
5. Karl Wagner (* 1. Juni 1891)
Fabrikbesitzer
Verleihung am 23. Mai 1961
Wagner gehörte von 1925 bis 1935 und von 1946 bis 1948 dem Stadtrat an. Von 1948 bis 1956 übte er das Amt des 2. Bürgermeisters aus.
6. Martin Bächer (* 8. November 1886)
Bürgermeister a. D.
Verleihung am 23. Mai 1961
Bächer war zunächst von 1928 bis 1933 Stadtrat. In der Nachkriegszeit war er von 1946 bis 1948 1. Bürgermeister und im Anschluss von 1948 bis 1960 wieder Stadtrat. 1960 übernahm er das Amt des 2. Bürgermeisters.
7. Artur Höhn
Bürgermeister a. D.
Verleihung 1987
8. Otto Knopf (* 9. April 1926 in Helmbrechts; † 18. November 2005 ebenda)
Heimatdichter und Autor
Verleihung 2003
9. Werner Hohenberger  (* 3. Juni 1948)
Chefarzt der Chirurgischen Klinik des Universitätsklinikums Erlangen

## Träger der Goldenen Bürgermedaille
1. Artur Höhn 
Bürgermeister a. D., Verleihung 1982 für "besondere Verdienste im kommunalen Bereich"
2. Wilhelm von Jaruntowski 
Unternehmer, Verleihung 1991 für "besondere Verdienste auf wirtschaftlichem Gebiet"
3. Heinz Böhm 
VdK-Vorsitzender, Verleihung 1991 für "besondere Leistungen auf sozialem Gebiet"
4. Richard Rossner 
Oberlehrer, Verleihung 1991 für "besondere Leistungen auf kulturellem Gebiet"

## Träger der Silbernen Bürgermedaille
1. Christoph Bächer 
Stadtrat, Verleihung 1956
2. Martin Bächer 
Stadtrat und 1. Bürgermeister, Verleihung 1956
3. Andreas Geissler 
Mitglied des Gemeindekollegiums und stellvertretender Bürgermeister, Verleihung 1956
4. Heinrich Taubald 
Mitglied des Gemeindekollegiums und Stadtrat, Verleihung 1956
5. Hans Riedel 
Stadtrat, Verleihung 1957
6. Hans Seiffert 
Heimatforscher und Schriftsteller, Verleihung 1959
7. Heinrich Wolfrum 
Kommerzienrat, Verleihung 1962
8. Georg Stahlmann 
Leiter der Volksbücherei, Verleihung 1962
9. Martin Knopf 
Stadtrat, Verleihung 1967
10. Hans Hohenberger 
Heimatmaler, Verleihung 1971
11. Max Kaiser
Stadtrat, Verleihung 1972
12. Fritz Rossberg 
Stadtrat, Verleihung 1972
13. Heinz Böhm 
Stadtrat und 2. Bürgermeister, Verleihung 1977
14. Ludwig Schweiker 
Sparkassendirektor, Verleihung 1977
15. Georg Stingl 
Stadtrat, Verleihung 1977
16. Otto Knopf 
Heimatforscher und Schriftsteller, Verleihung 1982
17. Bernhard Täuber 
Stadt- und Gemeinderat, Verleihung 1987
18. Fritz Leupold 
Stadtrat, Verleihung 1989
19. Kurt Raithel 
Stadtrat, Verleihung 1989
20. Hubert Schwabe 
Stadtrat, Verleihung 1989
21. Bernhard Seuss 
Stadtrat, Verleihung 1989
22. Karl Weber 
Stadtrat, Verleihung 1989
23. Rudolf Köppel 
Stadtrat, Verleihung 1989
24. Rüdiger Griesshammer 
Stadtrat, Verleihung 1989

## Quelle
- Karlheinz Spielmann: Ehrenbürger und Ehrungen in der Bundesrepublik. 1965
- Otto Knopf: Das Helmbrechts Buch. Ackermann-Verlag, 1996, ISBN 3-929364-13-1